# 后脑
菱脑（英語：rhombencephalon）又称后脑（hindbrain），是脊椎动物的脑按发育起源区分的三个区域之一（另外两个区域是前脑和中脑），主要负责各种复杂动作控制（包括抓握、跳跃、奔跑、吞咽、舔食、表情、发声、语言等在内的动作技能）和协调（包括平衡感和所谓的“肌肉记忆”）以及自主神经功能（如呼吸、心跳、血压和呕吐、咳嗽与喷嚏等保护性神经反射）。
在四足动物（特别是羊膜动物）中，菱脑由小脑、脑桥和延髓三部分组成，其中前两者组成了真正功能意义和胚胎起源上的“后脑”（metencephalon），后者构成了功能上与脊髓过渡的末脑（myelencephalon）。人脑十二对颅神经中的八对（Ⅴ～Ⅻ）都起源于后脑。
一般认为，发育过程中神经管是从后脑开始闭合的。

## 演化起源
后脑与节肢动物的食道下神经节（与食道上神经节一同组成了节肢动物的脑）具有相似功能。一种假说认为，后脑进化上起源于约5.55-5.7亿年前的一种名为Urbilaterian的古生物。